# سرخس كيتوني
سرخس كيتوني (الاسم العلمي: Polypodium quitense) هو نوع نباتي يتبع جنس السرخس من فصيلة السرخسية.